# Condado de Presidio
O Condado de Presidio é um dos 254 condados do estado norte-americano do Texas. A sede do condado é Marfa, e sua maior cidade é Marfa.
O condado possui uma área de 9 988 km² (dos quais 2 km² estão cobertos por água), uma população de 7 304 habitantes, e uma densidade populacional de 1 hab/km² (segundo o censo nacional de 2000).
O condado foi criado em 1850.